# McLaren Elva
El McLaren Elva es un automóvil deportivo con motor central de producción limitada fabricado por McLaren Automotive. El coche es la quinta incorporación a la McLaren Ultimate Series, uniéndose al McLaren F1, el P1, el Senna y el Speedtail.  El deportivo está inspirado en los coches de carreras descapotables desarrollados por Bruce McLaren en los años 1960.

## Nomenclatura
El nombre Elva se deriva de elle va, que significa "ella va" en francés. El coche lleva el nombre de los primeros coches de carreras ligeros y abiertos desarrollados por Bruce McLaren. Los M1A, M1B y M1C se produjeron entre 1964 y 1967. Debido al personal limitado, la producción se subcontrató al fabricante de automóviles británico Elva.

## Variantes
El vehículo salió a la venta por un precio base de $1,690,000 (USD), que no incluye audio, pero se puede pedir un sistema personalizado sin costo adicional. La variante de parabrisas fijo también estaba disponible como opción de fábrica.
El vehículo fue presentado en Dubai, Emiratos Árabes Unidos.
La entrega del modelo de Oriente Medio comenzó en el primer semestre de 2021.

### Elva M6A de MSO (2020-)
Es una versión de Elva que replica el auto de carreras Can-Am de 1964, con color de carrocería Anniversary Orange con franja Dove Grey, calcomanía de McLaren Cars y firma de Bruce en azul, y el número de carrera 4 de Bruce, fibra de carbono satinada y ruedas Diamond Cut de 10 radios.

### Elva M1A de MSO (2020-)
La versión M1A se basa en el McLaren M1A conducido por Bruce McLaren que había batido el récord de vuelta en Mosport Park en 1964, con fibra de carbono ultraligera, franja de carreras Magnesium Silver en los umbrales, divisor delantero, capó con raya diplomática en Accent Red y el logo de Bruce McLaren. ronda de carreras número 4; Detalle de asientos y volante en Malibu Red Nubuck con costuras a juego y micro ribetes tonales.
El vehículo fue presentado en el Salón Privé 2020.

### Elva con colores de Gulf por MSO (2020-)
Es una versión del McLaren Elva con los colores de carrocería Gulf azul y naranja.
El vehículo fue presentado en el circuito de Goodwood, seguido de Hong Kong.

### Elva con parabrisas (2021-)

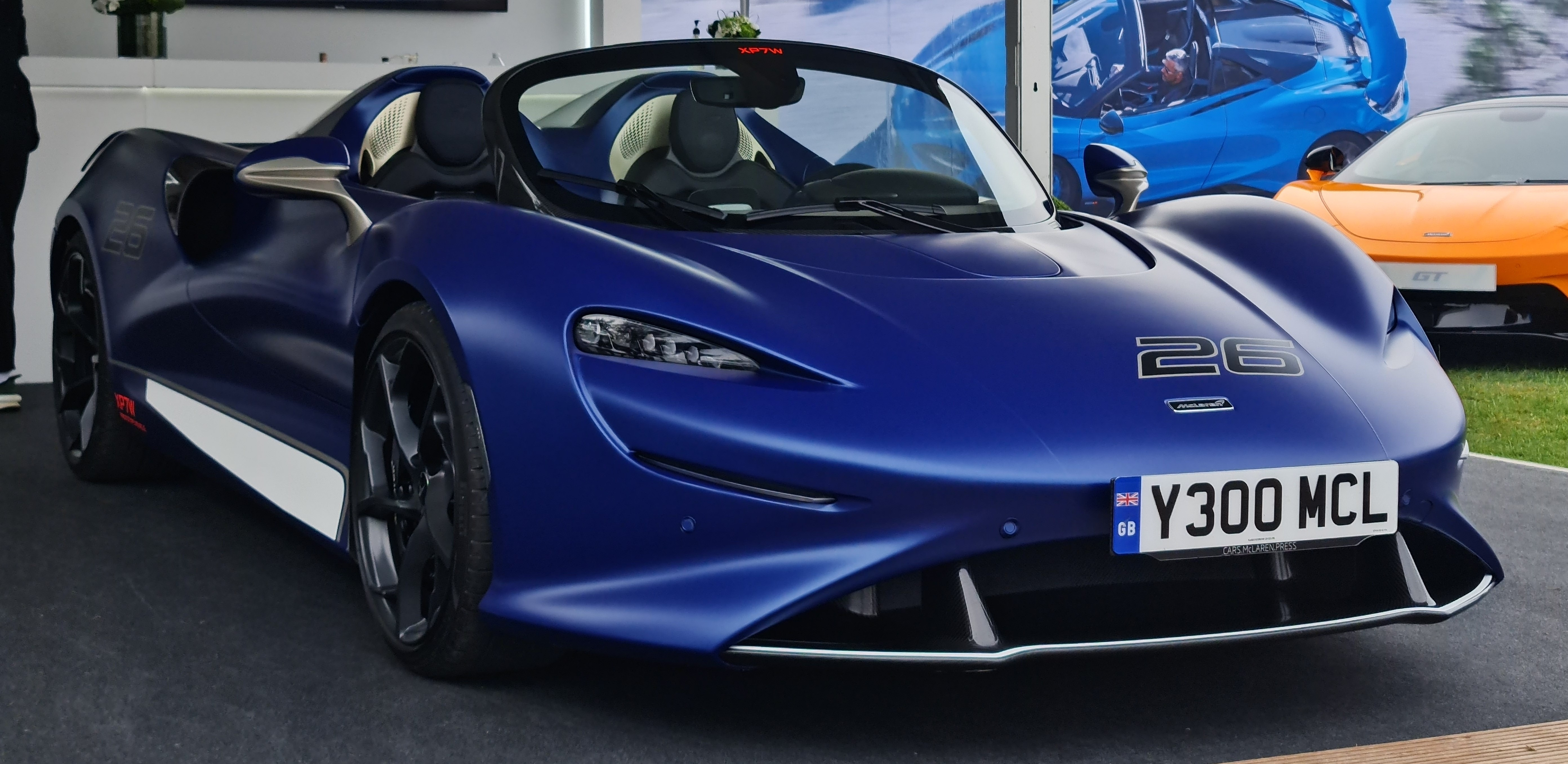
McLaren Elva con parabrisas

McLaren Elva con parabrisas. Anunciada originalmente en 2019, esta versión incluía parabrisas para clientes que prefieren tener una pantalla física y cumplir con los requisitos legales locales en algunos estados de EE. UU.
El vehículo fue presentado en el Salón Privé 2021.
La entrega debía comenzar a finales de 2021, tras la personalización por parte de Operaciones Especiales de McLaren.

## Especificaciones

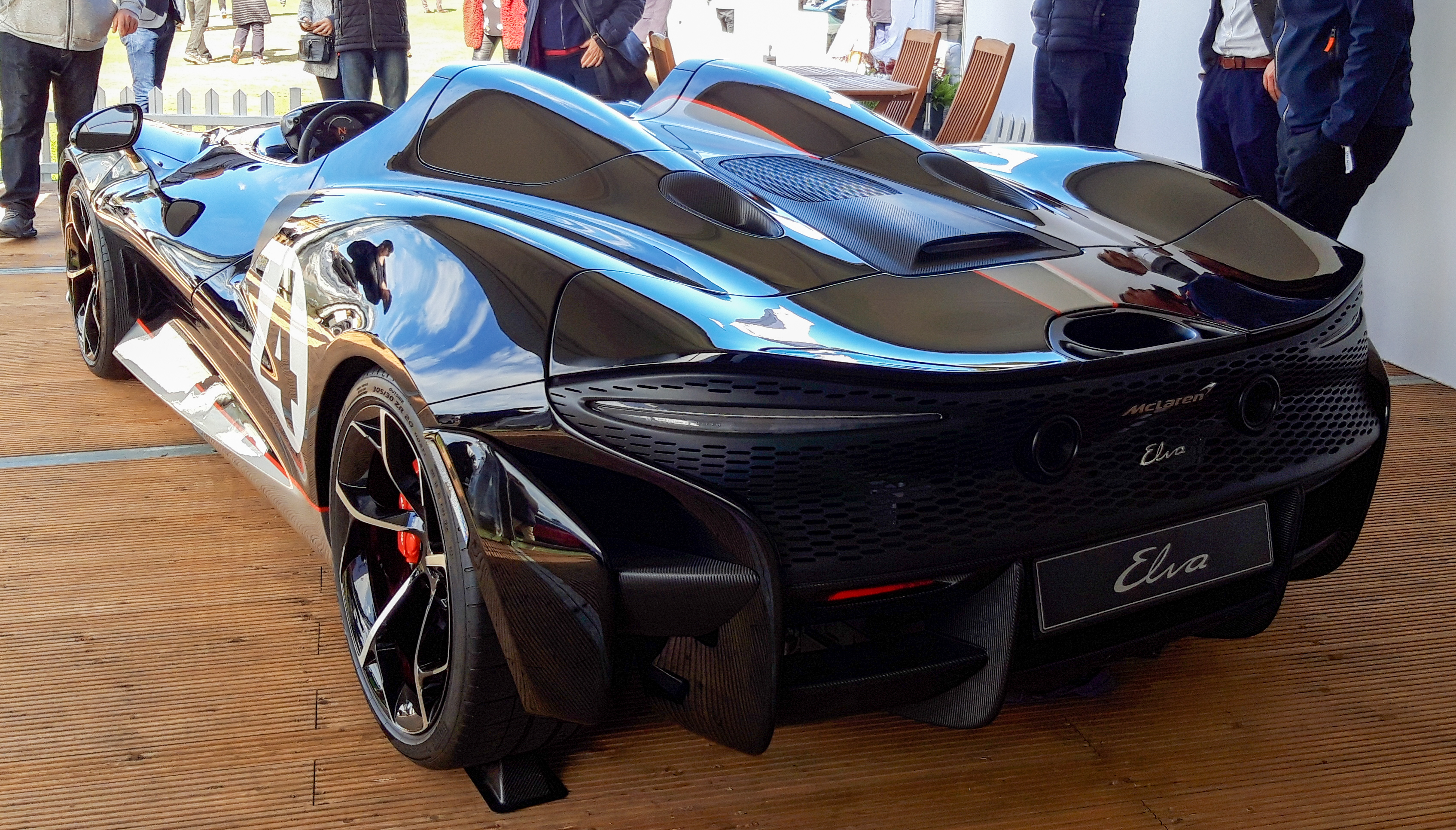
Vista trasera

Al ser el primer auto deportivo descapotable de la compañía, legal en carretera, se afirma que el Elva es el auto deportivo más liviano jamás producido por McLaren, aunque el peso en vacío real aún no se ha anunciado. Toda la carrocería del coche está hecha de fibra de carbono, incluidos el chasis, las puertas y los asientos, para mantener el peso bajo. Los rotores de freno, que se comparten con el Senna, miden más de 390 mm (15 pulgadas). Se logra un ahorro de peso de aproximadamente 1 kg (2,2 lb) en comparación con los rotores de freno del Senna mediante el uso de pinzas de freno de titanio. Un larguero de fibra de carbono recorre todo el interior y soporta los reposabrazos de los asientos, una variedad de controles y separa al conductor y al pasajero.
Un arnés de carreras de seis puntos es opcional para los clientes que quieran llevar el coche para conducir en la pista. Para protección contra accidentes por vuelco, se incluye de serie un sistema de protección desplegable desplegable. El sistema de audio opcional tiene parlantes de calidad marina para protección contra condiciones climáticas adversas. El interior cuenta con una pantalla táctil montada individualmente para controlar la mayoría de las funciones del automóvil. Aunque el Elva no tiene parabrisas ni ventanas, se añadirá un parabrisas delantero para los coches destinados al mercado estadounidense.
El McLaren Air Active Management System (AAMS) canaliza el flujo de aire a través del morro del automóvil desde una entrada en el divisor y lo dirige en un radio de 130 grados frente a los ocupantes (llamado "oasis de calma" por McLaren). Este sistema se activa a velocidades de hasta 40 km/h (25 mph), donde el flujo de aire y el ruido general son altos para crear una zona de confort sobre los ocupantes. El sistema se puede desactivar mientras se conduce en pista para que el aire canalizado a través de la nariz se envíe al motor. El Elva también cuenta con un alerón trasero activo que también actúa como freno de aire, viendo así la fuerza de frenado cargada con los frenos. Un tren de aterrizaje plano también ayuda a mejorar la aerodinámica.
La cubierta delantera es una parte importante del paquete aerodinámico del coche. Si bien es una parte integral del AAMS, también cuenta con dos tomas de aire en la parte delantera de cada puerta que dirigen el aire a los intercoolers dobles del automóvil montados frente a cada rueda trasera.
El V8 biturbo de 4.0 litros con 815 CV (599 kW; 804 hp) y 800 N⋅m (590 lb⋅ft) de torque se comparte con el Senna y el Speedtail y es la variante más potente del motor V8 de McLaren. El motor está equipado con un cigüeñal plano, componentes alternativos de baja masa y un sistema de lubricación por cárter seco. El sistema de escape está fabricado en titanio e inconel, mientras que las puntas de escape son de tipo cuádruple y están impresas en 3D. El Elva también cuenta con una suspensión permanente y una dirección electrohidráulica para mejorar el manejo. El coche será construido según las especificaciones del cliente por el departamento MSO de McLaren.

### Rendimiento
El Elva puede acelerar de 100 km/h (62 mph) en menos de tres segundos y de 200 km/h (124 mph) en 6,7 segundos.

## Producción
Originalmente, la producción debía limitarse a 399 unidades y las entregas a los clientes estaban programadas para comenzar a fines de 2020, pero más tarde, en abril de 2020, la producción total se redujo a 249 unidades según el director ejecutivo de McLaren, Mike Flewitt, citando los comentarios de los clientes que alientan la exclusividad como la fuerza detrás de la decisión. La producción finalmente se limitó a 149 unidades.
El auto número 11 fue para Angelo Paletta en Ontario, Canadá, presidente de TNG Capital y Princess Gates Entertainment, que era un McLaren con los colores de Gulf (pero con un tono azul más oscuro del auto de Goodwood SpeedWeek).

## Marketing
El kit de modelo LEGO Speed Champions McLaren Elva salió a la venta el 1 de junio de 2021, que incluía una minifigura de un conductor de McLaren, completa con traje de carreras, casco y llave, inspirada en la ingeniera de desarrollo principal de McLaren Automotive para Ultimate Series, Rachel Brown.